# 呂產
吕产（？—前180年），山陽郡單父縣（今山東省單縣）人。秦末和漢初外戚人物，漢高祖皇后吕雉（呂后）的侄子，拜相、封為梁王。大臣、列侯們誅殺諸呂時，被殺。

## 生平
漢高祖八年（前199年），其父周吕侯呂澤逝世，因為父親生前為將領，征戰有功，呂產被封為交侯。当代研究者认为，今安徽省固镇县的垓下遗址实是汉代洨城遗址，即吕产的侯邑旧址:125。
漢惠帝七年（前188年），惠帝逝世，呂后開始臨朝專權，任命呂產之兄呂台、呂產和呂祿為將，統領南北軍。次年分封諸呂為王，其中呂台被封為呂王。次年呂台逝世，由他的兒子呂嘉繼位呂王，但四年後（前182年），呂王呂嘉因行為放縱被廢，呂產被封呂王。次年（前181年）朝廷又改封呂產為梁王，但不到封國而留朝任太傅；後又封武信侯呂祿為趙王。
高后七年春正月，以梁王吕产为相国，赵王吕禄为上将军。
高后八年（前180年）七月，呂后病重，任命趙王呂祿為上將軍，並統領北軍；又命呂產統領南軍。呂后更告誡他們在她死後不要去送葬，必定要據兵保衛皇宮以免被反對呂氏集團的皇族及大臣挾持控制。呂后不久逝世。呂產隨後不久即被任命為相國。
諸呂當時在長安擅權，打算叛亂，但因怯於灌嬰和周勃等大臣而未實行，齊王劉襄知道後，打算舉兵誅滅諸呂，並聯絡了楚王劉交。呂產於是命灌嬰討伐齊王，但灌嬰不欲助呂氏消滅劉姓皇裔勢力，於是按兵滎陽，並和齊王約定，在諸呂反叛時聯兵討伐。諸呂此時亦想起兵叛亂，但因為怯於朝中的周勃和朱虛侯劉章，以及在外的齊楚聯軍和可能叛變的灌嬰而猶豫不決。
當時呂祿、呂產獨攬兵權，太尉周勃不能控制軍隊，周勃於是挾持呂祿友人酈寄之父，逼他勸呂祿交出兵權。八月，平陽侯曹窋知道了呂產打算入宮作亂，並告知丞相陳平和周勃。此時襄平侯紀通將符節交給周勃，周勃又命令酈寄再去游說呂祿交出兵權，呂祿完全相信酈寄，於是交出兵權，讓周勃得以入主北軍。同時，呂產仍以為呂祿仍然掌有兵權，依計劃入宮作亂，周勃於是派劉章領兵進宮，劉章殺呂產于郎中府吏舍厕所中。及後諸呂勢力很快就被周勃等人剷除。

## 家庭成员

### 父
吕泽，封酈侯，呂后追尊為悼武王

### 兄
吕台，封呂王

### 女
呂氏，赵共王刘恢王后，擅權並監視劉恢，更殺害劉恢愛姬，致令劉恢受屈自殺。